# Gasperina
Gasperina är en ort och kommun i provinsen Catanzaro i regionen Kalabrien i Italien. Kommunen hade 2 129 invånare (2018).